# 安托諾夫An-30
安托諾夫安-30（烏克蘭語：Антонов Ан-30，北约命名：叮铛（Clank）)是基于安-24的航空摄影测量飞机。

## 使用国家和地区
- 中国空军：1975年到1980年分三个批次引进7架航测机：871、872、873、874、875、880、881号机。

## 技术规格
参考资料：Jane's All The World's Aircraft 1988–89
基本信息
- 机组：7
- 展弦比：11.4:1

性能
航電

5个位置用于安装大型相机.  其他测量设备也可安装。